# Сиране
Сира́не (яп. 草津白根山 Кусацу-Сиранэ-сан) — активный вулкан в Японии неподалёку от посёлка Кусацу префектуры Гумма. Это самая высокая вершина хребта Этиго: его высота — 2165 м. В Гумме, в Национальном парке Никко, находится одноимённый вулкан Сиране.
На вершине Сиране, расположенной к северу от вулкана Асама, находятся несколько находящих друг на друга пирокластических конусов и три кратерных озера, самое большое из которых, Югама (яп. 湯釜), представляет собой углубление, заполненное водой кислотно-бирюзового цвета, на поверхности которой плавает жёлтая сера.

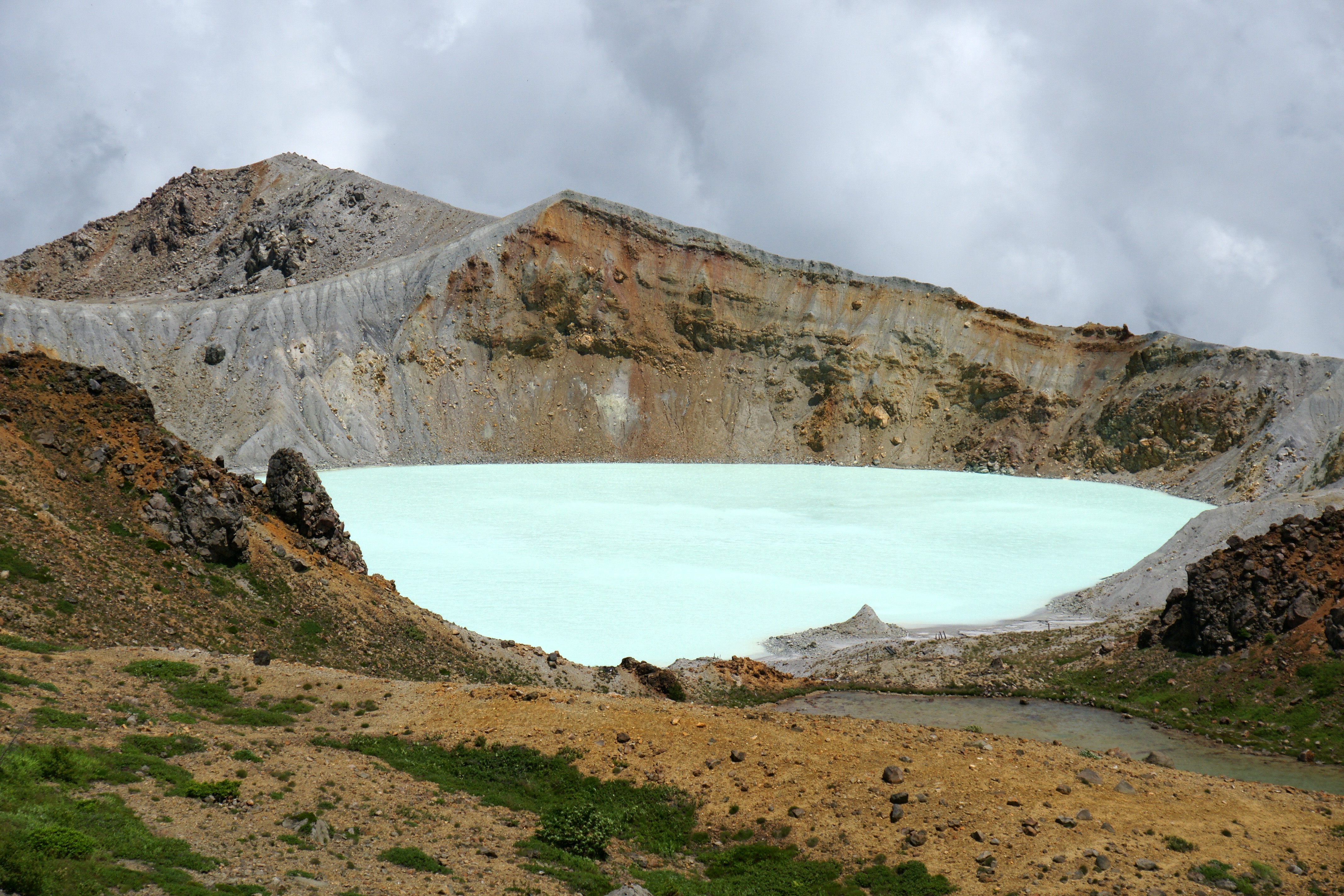
Кратерное озеро на Сиране